# Edifici Generali
L'Edifici Generali, antic Banc Vitalici d'Espanya, està situat al passeig de Gràcia, 11 i la Gran Via de les Corts Catalanes, 632 de Barcelona i inclòs a l'Inventari del Patrimoni Arquitectònic de Catalunya.

## Història
Va ser projectat per l'arquitecte Lluís Bonet i Garí per al Banc Vitalici i construït entre 1942 i 1950. La façana va ser decorada amb relleus d'Enric Monjo, escultor oficial del banc (1949). Les vuit escultures que decoren les terrasses són obra de Joaquim Ros i Bofarull, Vicenç Navarro, i els germans Miquel i Llucià Oslé.

## Descripció
Es tracta d'un edifici de 21 plantes, format per quatre grans cossos independents. El principal està ubicat al xamfrà i es tracta d'una torre on hi ha l'accés principal.
L'estructura és de formigò armat, la qual cosa fa una sensació d'uniformitat. La façana està decorada amb granit de Galícia i pedra de Montjuïc. En alçat, té una clara influència de l'Escola de Chicago: les obertures es distribueixen simètricament per tota la façana i té un basament al llarg de tota la planta baixa; concentra l'única decoració a l'accés principal. Per donar-li més solemnitat, s'hi van col·locar unes columnes d'ordre clàssic i es van afegir dos grups escultòrics i estàtues com a ornamentació.
A la planta baixa, hi ha les antigues Galeries Condal, un passatge que connecta amb la sala d'espectacles, a més de donar accés als altres tres cossos. A l'angle superior es troba un celobert que proveeix aquest espai de llum natural.